# Ljubymiwka
Ljubymiwka (ukrainisch Любимівка; russisch Любимовка Ljubimowka) ist eine Siedlung städtischen Typs im Zentrum der ukrainischen Oblast Cherson mit etwa 5600 Einwohnern.

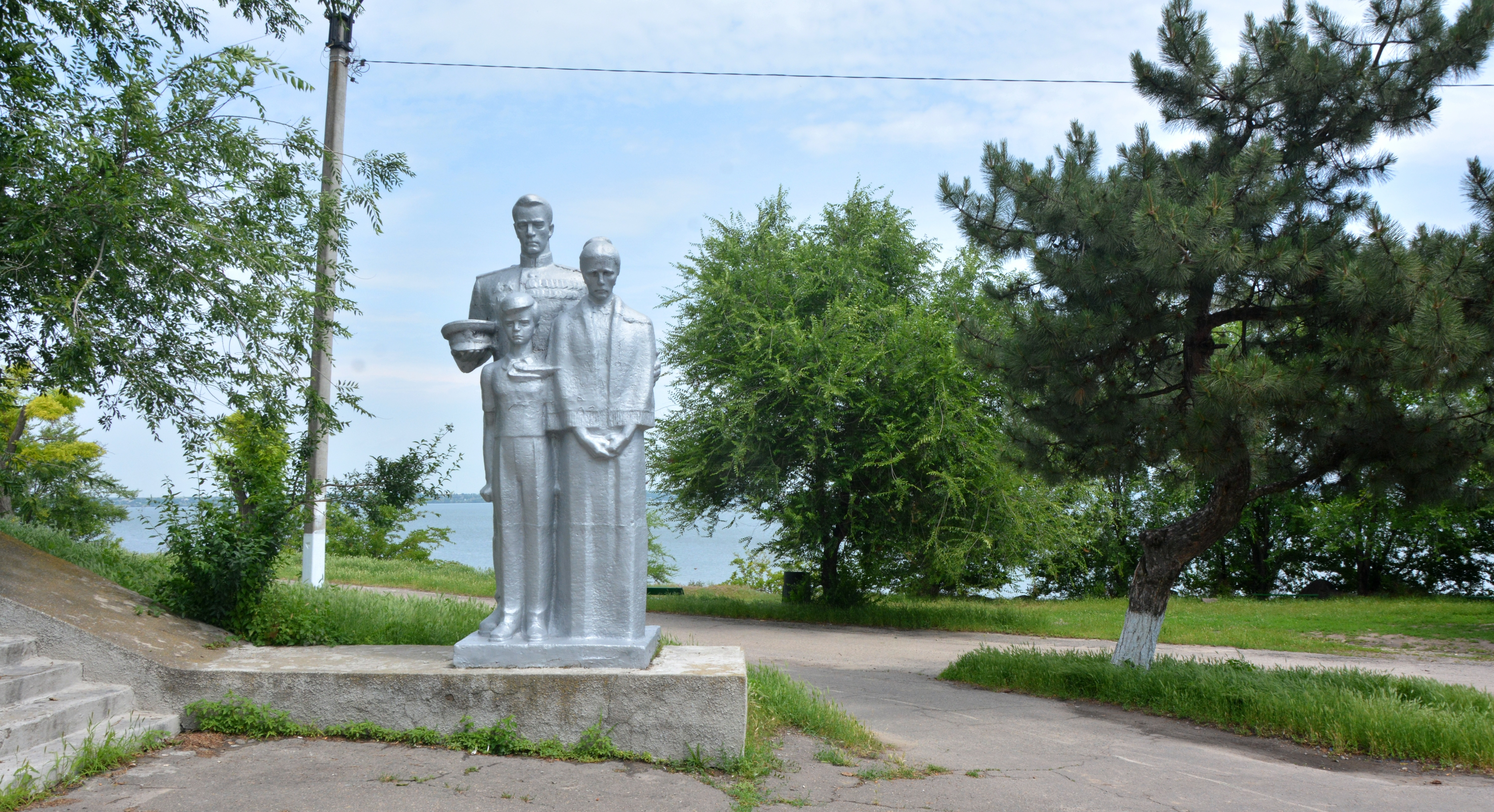
Weltkriegsdenkmal im Ort

Die 1804 gegründete Siedlung besitzt seit dem 5. Juli 2006 den Status einer Siedlung städtischen Typs.
Ljubymiwka liegt 10 km östlich vom Rajonzentrum Kachowka am linken Ufer des zum Kachowkaer Stausee angestauten Dnepr. Die Oblastzentrum Cherson liegt etwa 95 km westlich des Dorfes. Zur Ortschaft führt die Regionalstraße P–47.
Nach dem russischen Überfall auf die Ukraine am 24. Februar 2022 wurde der Ort Ende Februar von russischen Truppen besetzt.

## Verwaltungsgliederung
Am 30. August 2016 wurde die Siedlung zum Zentrum der neugegründeten Siedlungsgemeinde Ljubymiwka (ukrainisch Любимівська селищна громада/Ljubymiwska selyschtschna hromada), zu dieser zählten auch noch die 4 in der untenstehenden Tabelle aufgelistetenen Dörfer, das Dorf Kajiry sowie die Ansiedlung Sawitne, bis dahin bildete sie zusammen mit der Ansiedlung Sawitne die gleichnamige Siedlungsratsgemeinde Ljubymiwka (Любимівська селищна рада/Ljubymiwska selyschtschna rada) im Norden des Rajons Kachowka.
Am 12. Juni 2020 wurde das Dorf Kajiry dann ein Teil der Siedlungsgemeinde Hornostajiwka.
Folgende Orte sind neben dem Hauptort Ljubymiwka der Gemeinde:
| Name                     | Name       | Name                    |
| ukrainisch transkribiert | ukrainisch | russisch                |
| ------------------------ | ---------- | ----------------------- |
| Komyschanka              | Комишанка  | Камышанка (Kamyschanka) |
| Lukjaniwka               | Лук’янівка | Лукьяновка (Lukjaniwka) |
| Sawitne                  | Завітне    | Заветное (Sawetnoje)    |
| Sofijiwka                | Софіївка   | Софиевка (Sofijewka)    |
| Wassyliwka               | Василівка  | Василевка (Wassilewka)  |